# フィービー・ケイツ
フィービー・ケイツ（Phoebe Cates, 1963年7月16日 - ）は、アメリカ合衆国ニューヨーク出身の女優。

## 来歴・人物

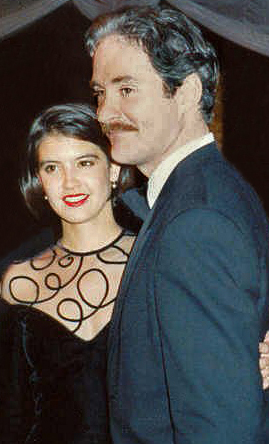
Cates and Kevin Kline at an after party for the 1989 Academy Awards

本名はフィービー・ベル・キャッツ（Phoebe Belle Cates）、結婚後はフィービー・ケイツ・クライン（Phoebe Cates Kline）。父親と母方の祖母はロシア系ユダヤ人、母方の祖父は中国系フィリピン人。実父のジョーゼフ・ケイツ（Joseph Cates、1924年8月10日 - 1998年10月10日）と叔父のギルバート・ケイツ（Gilbert Cates、1934年6月6日 - ）は映画監督。
1982年に『パラダイス』でデビュー。同作と『初体験/リッジモント・ハイ』で、ヌードシーンを披露し、人気を不動のものとした。なお、『初体験/リッジモント・ハイ』で共演したジェニファー・ジェイソン・リーは親友。1984年の『グレムリン』などのヒット作にも恵まれ、以後次第に演技力も身に付けていった。
1980年代にはブルック・シールズやダイアン・レインに迫る勢いで活躍をしたアイドル女優であり、特にイタリアと日本では人気が高く、日本のCM等に出演して活躍した。
1989年にアメリカの俳優ケヴィン・クラインと結婚し、二児の母となる。その後、育児のため女優業からは遠ざかり、2005年にはニューヨークのマジソン・アヴェニューに彼女名義で「Blue Tree」というギフトショップを開店した。
長男のオーウェン・クライン（1991年 - ）は俳優として『イカとクジラ』（2005年）などに出演している。

## 主な出演作品

### 映画
| 公開年 | 邦題 原題                                                      | 役名                                     | 備考                                    |
| ------ | -------------------------------------------------------------- | ---------------------------------------- | --------------------------------------- |
| 1982年 | パラダイス Paradise                                            | サラ                                     |                                         |
| 1982年 | 初体験/リッジモント・ハイ Fast Times At Ridgemont High         | リンダ・バレット                         |                                         |
| 1983年 | フィービー・ケイツのトライアングル・ラブ Baby Sister           | アニー                                   | テレビ映画、日本ではビデオスルー        |
| 1983年 | プライベイトスクール Private School                            | クリス                                   |                                         |
| 1984年 | グレムリン Gremlins                                            | ケイト・ベリンジャー                     |                                         |
| 1984年 | フィービー・ケイツのレース Lace                                | リリー                                   | テレビ映画、日本ではビデオスルー        |
| 1985年 | フィービー・ケイツのレース II Lace II                          | リリー                                   | テレビ映画、日本ではビデオスルー        |
| 1987年 | 天使とデート Date with an Angel                                | パティ・ウィンストン                     |                                         |
| 1988年 | 再会の街/ブライトライツ・ビッグシティ Bright Lights Big City   | アマンダ                                 |                                         |
| 1988年 | シャグ Shag                                                    | カーソン                                 | VHS邦題『ラスト・サマー・グラフィティ』 |
| 1989年 | 思い出のハートブレイク・ホテル Heart of Dixie                  | エイケン・リード                         | 日本ではビデオスルー                    |
| 1990年 | グレムリン2 新・種・誕・生 Gremlins2:The New Batch             | ケイト・ベリンジャー                     |                                         |
| 1990年 | 殺したいほどアイ・ラブ・ユー I Love You to Death               | ジョーイの浮気相手                       | クレジットなし                          |
| 1991年 | フィービー・ケイツの 私の彼は問題児（ドドンパ） Drop Dead Fred | リジー                                   |                                         |
| 1993年 | 恋愛の法則 Bodies, Rest & Motion                               | キャロル                                 |                                         |
| 1994年 | プリンセス・カラブー Princess Caraboo                          | プリンセス・カラブー／メアリー・ベイカー | 日本ではビデオスルー                    |
| 2001年 | アニバーサリーの夜に The Anniversary Party                     | ソフィア・ゴールド                       |                                         |

### サウンドドラマ
- コインの冒険 ナレーション（プロローグ）、ローズマリー・マーフィー（第1章、2章、エピローグ）（イングリッシュ・アドベンチャー中級教材）

### CM
- サンヨー食品 - サッポロ一番カップスター、サッポロ一番ミニカップ
- アサヒビール - アサヒキャンボーイ